# ورننتس
ورننتس (به فرانسوی: Vernantes) یک کمون در فرانسه است که در Canton of Longué-Jumelles واقع شده‌است.

## خصوصیات
ورننتس ۴۰٫۷۷ کیلومترمربع مساحت و ۱٬۸۵۶ نفر جمعیت دارد و ۵۸ متر بالاتر از سطح دریا واقع شده‌است.